# Грибные мушки

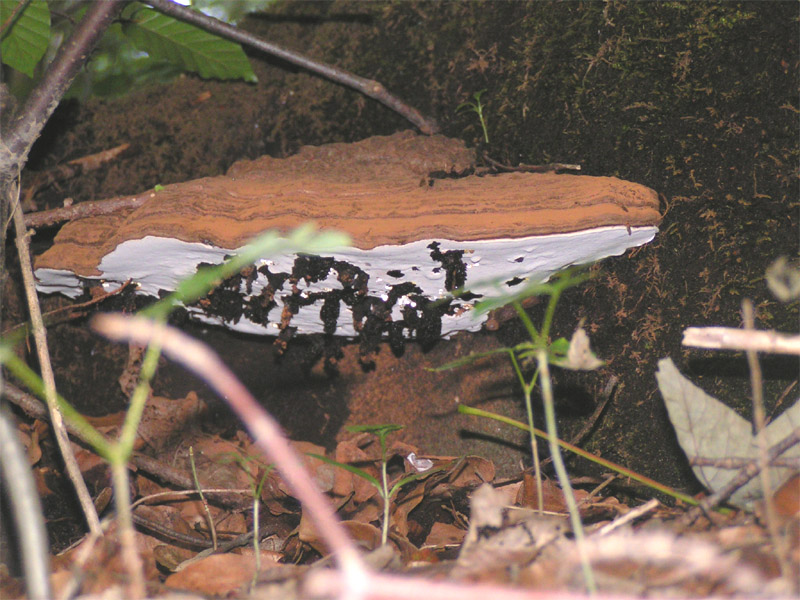
Продырявленный снизу личинками грибных мушек гриб вида Ganoderma applanatum

Грибные мушки (лат. Platypezidae) — семейство насекомых из отряда двукрылых. В семействе описано около 250 видов, которые распространены всесветно. В ископаемом состоянии грибные мушки известны с нижнего мела.

## Описание
Мелкие мухи. Встречаются в лесах. Личинки являются грибоядными. Взрослые самцы перед спариванием собираются в рои в воздухе, используя деревья и кустарники в роли роевого знака. Некоторых представителей привлекает древесный сок и древесная зола. Иногда имаго можно обнаружить на листьях как древесных, так и травянистых растениях, где они, возможно, питаются поверхностными выделениями растений.